# Tamula
Tamula (također Tamla ili Tammul') je jezero u južnoj Estoniji. Nalazi se na jugoistočnoj strani grada Võrua. Jezero ima površinu od 2,313 km², prosječna dubina mu je 4,2 m, dok je maksimalna dubina 7,5 m. U jezero se ulijeva potok Kubija, a iz jezera ističe rijeka Võhandu. Preko jezera prolazi most.
11. rujna 2010. estonski bacač kugle Taavi Peetre se utopio u jezeru Tamula tijekom ribolova.

## Vanjske poveznice
|  | Zajednički poslužitelj ima još gradiva o temi Tamula |